# Born This Way (album Lady Gaga)
Born This Way è il secondo album in studio della cantante statunitense Lady Gaga, pubblicato il 20 maggio 2011 in Irlanda e il 23 dello stesso mese nel resto del mondo dalla Streamline, Kon Live e Interscope Records.
In quanto produttrice di ogni singola traccia dell'album, Gaga ha collaborato con numerosi produttori, tra cui RedOne e Fernando Garibay, con i quali aveva già lavorato, e con altri nuovi. Due musicisti hanno inoltre collaborato nel disco: il chitarrista Brian May dei Queen, e il sassofonista Clarence Clemons degli E Street Band. La musica di Born This Way parte dagli stili orientati al synth pop, elettropop e dance pop dei suoi precedenti pubblicazioni, ma incorpora nuovi strumenti musicali e una vasta molteplicità di generi musicali, tra cui opera, disco e rock and roll. Dal punto di vista emergono aspetti eterogenei di sessualità, religione, libertà, femminismo e invidualismo.
Il titolo dell'album è stato confermato dalla stessa Lady Gaga agli MTV Video Music Awards 2010 durante la consegna del premio Video dell'anno, mentre la data di pubblicazione è stata rivelata sull'account Twitter della cantante a mezzanotte del 1º gennaio 2011. Appena una settimana prima dell'uscita, il disco è stato diffuso illegalmente in rete ma rapidamente rimossi per violazione di copyright.
Da esso sono stati estratti sei singoli. Il primo, l'omonimo Born This Way, pubblicato a febbraio 2011, ha raggiunto la vetta delle classifiche in sedici paesi ed è entrato nella top ten di molti altri. Judas, è stato scelto come secondo singolo ed è stato messo in commercio circa un mese prima della pubblicazione dell'album. Il 9 maggio 2011 è stata la volta di The Edge of Glory, di gran successo commerciale, raggiungendo la terza posizione della Billboard Hot 100. Il 27 luglio entra in rotazione radiofonica il quarto singolo Yoü and I, anch'esso di discreto successo in madrepatria, mentre il 15 novembre seguente entra in rotazione radiofonica il quinto singolo Marry the Night, per il quale è stato realizzato un video musicale di circa 14 minuti che in meno di 48 ore è riuscito ad avere più di 5 milioni di visualizzazioni. Il 16 maggio 2011, in attesa della pubblicazione dell'album, è uscito in via promozionale il brano Hair. Il 2 dicembre 2022 viene estratto Bloody Mary come sesto singolo ufficiale dell'album a seguito del successo virale ottenuto sulla piattaforma TikTok.
L'album ha incontrato il favore generale di molti critici contemporanei che esaltarono la resa vocale di Lady Gaga e i vari stili musicali del disco. Tuttavia, il ricorrente uso della parola Jesus, unito all'impiego delle campane di chiesa e delle voci da monaco in molti brani dell'album tra cui Marry the Night, Bloody Mary ed Electric Chapel hanno suscitato reazione negative da parte di alcune associazioni cristiane. Born This Way si è aggiudicato tre candidature al Grammy Award, tra cui quella per l'album dell'anno (terza consecutiva dopo The Fame e l'EP The Fame Monster). Nel 2012 la rivista Rolling Stone l'ha inserito all'undicesimo posto tra i 50 miglior album rock femminile di tutti i tempi, mentre nel 2020 è stato inserito al 484º posto nella classifica dei 500 migliori album di tutti i tempi secondo la stessa rivista.

## Antefatti
A marzo 2010 Lady Gaga ha confermato che aveva iniziato a lavorare su Born This Way, specificando che ne aveva già «scritto il nocciolo». Tre mesi dopo, ha affermato che «sentiva fortemente» di aver completato l'album. In un'intervista ha confermato: «Mi è venuto proprio velocemente. Ci ho lavorato su per mesi, e sento fortemente che ora è completo. Alcuni artisti ci mettono anni. Io no. Scrivo musica tutti i giorni».
Alla fine del 2010, Troy Carter, il manager di Lady Gaga, nonché collaboratore di RedOne, ha spiegato che erano in procinto di presentare l'album all'etichetta discografica, commentando così: «Siamo molto agitati riguardo a Born This Way. Stiamo iniziando a presentarlo alla gente e farle capire un po' com'è, e Gaga ha svolto un lavoro incredibile, un lavoro assolutamente incredibile. Beh, sapete, non lo sto dicendo da un punto di vista di manager, ma più considerando la sua creatività perché, a dire il vero, abbiamo costruito il business attorno alla sua infrastruttura creativa e quel business che è stato costruito è unico di Lady Gaga». RedOne ha aggiunto: «Penso che sia più di un album fatto in sua libertà. Questo album sul quale sta lavorando è troppo prezioso per parlarne al riguardo. Penso sia troppo prezioso perché io ne parli».

## Concetto
Lady Gaga ha annunciato il 26 novembre 2010 durante un suo concerto a Danzica, in Polonia, tappa del suo The Monster Ball Tour, che l'album avrebbe potuto contenere fino a venti tracce e che sarebbe diventato l'album del decennio: «Vi prometto che non vi deluderò mai. E non per niente: l'album è completato ed è dannatamente fantastico. Quindi qualunque cosa sia, qualunque cosa voi abbiate fatto per tutti noi, vi prometto che vi regalerò il più grande album del decennio. Diverte il fatto che delle persone hanno ridotto la libertà ad uno stereotipo. Pensano che ora sia alla moda l'essere liberi. Pensano che sia forte l'essere soddisfatti della propria identità. Quando in realtà non c'è niente di trendy riguardo a Born This Way. Questo rapporto che noi tutti condividiamo è ben più profondo di una parrucca o di un rossetto o di un completo, o di un dannato abito di carne. Born This Way riguarda ciò che ci tiene svegli di notte e ci spaventa.» Gaga ha affermato che l'album sarà pieno di «beat dance slittanti e martellanti». Ha inoltre spiegato che l'album sarebbe stato come «ragazzi ribelli che vanno in chiesa, che si divertono mantenendo un livello alto.» È stato confermato in un'intervista con la rivista Vogue che diciassette tracce erano state registrate per l'album, quattordici delle quali avrebbero fatto parte della lista tracce dell'edizione standard. Le tre tracce restanti sarebbero state inserite nell'edizione deluxe, venduta esclusivamente ai punti vendita Target; tuttavia, il 9 marzo 2011 è stato reso noto che Lady Gaga aveva voluto rendere disponibile la versione estesa dell'album dappertutto, chiudendo i rapporti con la compagnia per via del fatto che i suoi dirigenti avevano donato fondi ad organizzazioni omofobe.
In un'intervista durante il programma della BBC Newsbeat, Gaga ha definito l'album «un trionfo di musica elettronica con grandi, epiche, direi addirittura osate melodie da inno nazionale metal o rock 'n' roll e beat dance slittanti e martellanti.» Ha aggiunto: «È finito e tutto, deve solo essere remixato e sistemato. È come un passo post-operazione per l'album. Ho già completato l'intero intervento al suo cuore. Mi sto semplicemente ricucendo ancora. Penso che i testi dell'album siano più che altro poetici. Sono scritti dai fan, li hanno veramente scritti, perché ogni sera è come e fossero dentro di me. Così li ho scritti io per loro. Born This Way è tutto per i miei Little Monsters e per me, Mother Monster».

## Copertina
Il 17 aprile 2011 è stata rivelata la copertina di Born This Way, scattata dal fotografo Nick Knight. Su di essa, si può vedere Lady Gaga fusa insieme ad una moto. La copertina è stata sommersa da critiche perlopiù negative sia dai critici che dai fan. Sean Michaels di The Guardian ha detto al riguardo: «Sembra più un economico effetto di Photoshop che la copertina dell'album più atteso dell'anno.» Ha aggiunto: «Via gli occhiali futuristici, il taglio di capelli asimmetrico, persino i suoi magici corni; invece, una moto mutante con la faccia e le braccia di Gaga.» Ha inoltre fatto riferimento ai messaggi di alcuni fan di Lady Gaga postati sul suo forum che esprimevano il loro disappunto per la copertina. Andrew Martin di Prefix Magazine l'ha descritta come «un rifiuto dall'ultimo film di Terminator». La copertina dell'edizione speciale è stata pubblicata sempre lo stesso giorno. Su di essa si vede solo il volto di Lady Gaga, lo stesso dell'edizione standard.

## Composizione

Lady Gaga mentre si esibisce con Hair al programma statunitense Good Morning America.

Sul piano della struttura musicale, Born This Way è considerato un accentuato distacco dalle produzioni precedenti di Gaga. In contrasto con molti suoi album precedenti, che propongono elementi di elettropop, musica house, e dance pop, Born This Way raccoglie una più ampia gamma di elementi di diversi generi musicali tra cui opera, heavy metal, rock and roll, Europop, New Wave, oltre ad adottare una più vasta molteplicità di strumenti e stili musicali. Per esempio, la sonorità di un organo può essere ascoltata quando Gaga chiude Born This Way, un coro maschile di canto gregoriano è dominante in Bloody Mary, chitarre e violini in Americano, e le chitarre elettriche in Bad Kids. In alcune interviste, Gaga ha affermato di essersi ispirata principalmente a Madonna, Whitney Houston, e Bruce Springsteen.
L'album si snoda tramite numerosi rimandi a personalità centrali del Cristianesimo, come Maria Maddalena, Gesù e Giuda Iscariota. Alcuni brani sviscerano fenomeni sociali di grande portata, come il provvedimento adottato dall'Arizona contro l'immigrazione.
Kitty Empire del The Observer scrisse a proposito della musica dell'album: «Born This Way gestisce grandi, eterni temi americani - la libertà, la realizzazione di sé, il romanzo della strada, il Boss, addirittura Neil Young - servendosi del prisma affilato della decadente musica dance europea.» Dan Martin di NME vede il sound dell'album come un distacco dagli ultimi due album, e una riflessione sui fans di Gaga, scrivendo: «essa vuole fisicamente saldarsi ai suoi sintetizzatori come per creare una corazzata onnipotente di auto valorizzazione. Per la maggior parte il disco è un implacabile diluvio di heavy-metal, rave e pop. Perlomeno è un trionfo nell'ingegneria sonora.»
La prima traccia, Marry the Night, fu scritta mentre si protraeva il Monster Ball Tour. Lady Gaga e Garibay scrissero in passato il brano Dance in the Dark dell'album The Fame Monster. Prima di lavorare all'inedito, Gaga riascoltò Dance in the Dark e annunciò di voler raggiungere la stessa energia con Marry the Night. In seguito a uno spettacolo del tour, Garibay creò una musica ispirata alle campane di una chiesa, e Gaga scrisse il testo. Appena ascoltò il brano finale, la cantante dichiarò di essere scoppiata in lacrime. Marry the Night ha incontrato recensioni molto favorevoli dai critici musicali. Stephen Thomas Erlewine di AllMusic le diede una valutazione positiva dicendo che «luccica con un forte battito neon». Sal Cinquemani di Slant Magazine ha scritto che Marry the Night risalta nell'album «come un degno successore di Dance in the Dark». Alla pubblicazione dell'album, il brano è entrato alle posizioni numero 79, 91, 112 e 40 rispettivamente negli Stati Uniti, in Canada, nel Regno Unito e in Vallonia.
La seconda traccia, Born This Way parla di come tutti sono uguali, indipendentemente dal colore della pelle, la sessualità, o credo religioso, e che ogni persona è in grado di soddisfare il proprio sogno. La canzone è stata paragonata al brano di Madonna Express Yourself.
La terza traccia, Government Hooker, è ispirata a Marilyn Monroe e ai politici-amanti. Contiene elementi di musica lirica, dance, techno, trance, industrial e post-disco, oltre a una minima di hip hop; la canzone è stata paragonata ai lavori tipici dei Kraftwerk.
La sesta traccia, Hair, parla dei genitori di Lady Gaga quando si arrabbiavano per i suoi vestiti e le sue capigliature quando era ragazza.

La settima traccia, Scheiße è stata scritta da Lady Gaga e RedOne e prodotta da quest'ultimo. Durante l'intervista fatta, la cantante ha spiegato il significato della canzone e della sua nascita:
Rolling Stone ha rilevato come la parte iniziale della canzone, nella quale Lady Gaga canta «I don't speak German, but I can if you like» con voce aspra ricordi Eye of the Tiger dei Survivor. È stata presentata in una versione remixata da DJ White Shadow Mugler durante la sfilata di moda Anatomy of Change dello stilista Thierry Mugler. Nel mese di maggio la cantante si è esibita con un'intro del brano nella finale del programma tedesco Germanys Next Top Model.

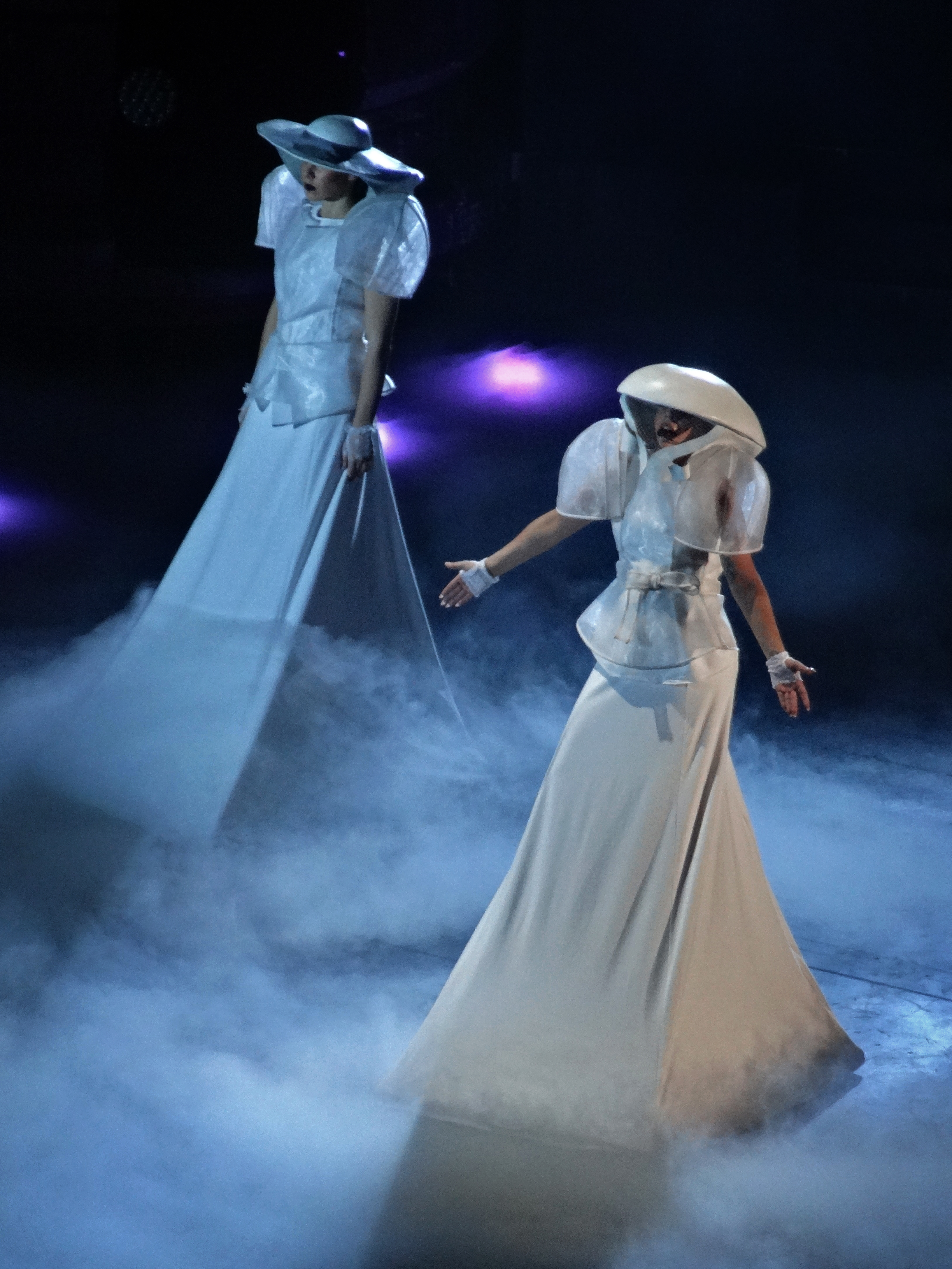
Lady Gaga (in primo piano) mentre si esibisce con Bloody Mary nel 2011

L'ottava traccia, Bloody Mary, parla del vivere a metà via tra realtà e fantasia. La traccia bonus Black Jesus † Amen Fashion è una canzone pop che richiama influenze degli anni ottanta, novanta e della electronic dance music, contenente elementi techno e new wave e uno stile che la critica ha accostato ai lavori di Madonna e dei Justice. Pur non essendo stato estratto come singolo, il brano ha debuttato al ventiduesimo posto in Spagna solo per le vendite digitali.
Un'altra traccia bonus, Fashion of His Love, è dedicata ad Alexander McQueen. La traccia bonus The Queen parla del coraggio, dell'essere senza paura per essere dei grandi. Il dodicesimo brano, Highway Unicorn (Road to Love) parla, come narrato dalla stessa Gaga su Twitter, del viaggio della popstar armata solo di sogni e risente di «una melodia che si eleva, che fa capo a Springsteen e a una produzione techno industrial».

## Pubblicazione e promozione

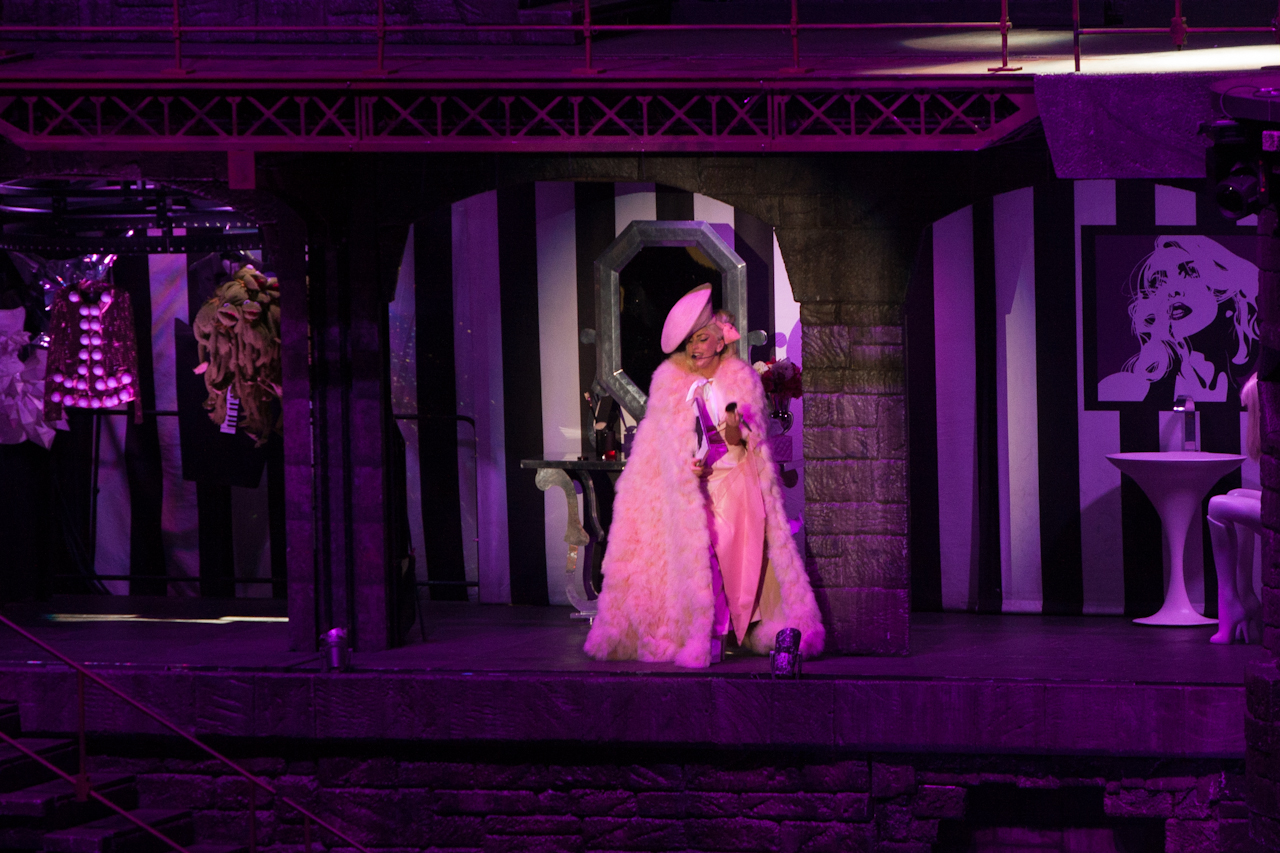
Lady Gaga mentre si esibisce con Fashion of His Love nella tappa milanese del Born This Way Ball

Prima che l'album fosse menzionato, Lady Gaga ha cantato dal vivo Yoü and I nella serie di concerti Toyota del Today nel mese di luglio 2010. Due mesi dopo, agli MTV Video Music Awards 2010, ha accettato il premio per il Video dell'anno (per Bad Romance) e ha annunciato il titolo dell'album, dichiarando che aveva promesso di rivelarlo se avesse vinto quel riconoscimento. Poi cantò alcune parti del testo del brano omonimo: «I'm beautiful in my way, 'cause God makes no mistakes; I'm on the right track, baby, I was born this way.» Con l'avvento dell'Anno Nuovo, Lady Gaga annunciò tramite Twitter le date di uscita del disco e del suo singolo di lancio allo scoccare della mezzanotte del 2011, come «regalo di Natale ai suoi fan». Scortando questo annuncio, affiorò una fotografia in bianco e nero in cui una Lady Gaga «nuda volge le spalle, su cui ricadono i capelli, esibendo una giacca con una scritta [Born This Way] adornata con gioielli abbaglianti». Ha infine rivelato la copertina artistica del disco su Twitter il 15 aprile 2011. Born This Way fu lanciato a livello internazionale il 18 maggio 2011 sul programma svedese Spotify, basato su musica in streaming in Svezia, Norvegia, Paesi Bassi, Finlandia e Spagna, e sul sito Metro.co.uk in Regno Unito. L'album fu pubblicato in tutto il mondo il 23 maggio 2011. Il sito Amazon.com offrì l'intera edizione standard del disco per 0,99 $ il giorno della sua uscita, per promuovere il suo servizio Cloud Drive; con questa iniziativa l'album riuscì a vendere 440 000 copie. Born This Way ha scatenato opinioni negative da parte del governo libanese, che l'ha considerato offensivo e irrispettoso della cristianità. L'uscita dell'album fu momentaneamente sospesa sino al 9 giugno, quando il governo ritirò il bando.
Contribuendo a una sfilata di moda dello stilista Thierry Mugler a Parigi, a metà del mese di gennaio 2011, ha presentato una versione remixata del brano Scheiße «che parte con Lady Gaga che ripete frasi straniere su un massiccio ritmo da discoteca». Ha poi immesso il testo completo del singolo Born This Way sul suo account ufficiale Twitter alla fine dello stesso mese.
Lady Gaga avviò la promozione di Born This Way con un'esibizione alla 53ª edizione dei Grammy Awards il 13 febbraio a Los Angeles. Alcune canzoni sono state rese disponibili all'ascolto su GagaVille, un browser-game creato appositamente da Zynga per la promozione dell'album e simile a FarmVille.
Nell'autunno 2022, in seguito alla pubblicazione della serie Netflix Mercoledì, il brano Bloody Mary ha acquisito popolarità a livello internazionale grazie alla tendenza lanciata su TikTok attraverso la quale gli utenti imitavano il ballo della protagonista con il brano in sottofondo. Come conseguenza del ritrovato successo, Bloody Mary è stato pubblicato come singolo radiofonico il 23 dicembre dello stesso anno in Italia e il 17 gennaio 2023 negli Stati Uniti d'America.

## Accoglienza
Born This Way incontrò il favore di molti critici musicali ancor prima della sua uscita. In generale le critiche furono positive. Per Metacritic che assegna punteggi su 100 tramite le recensioni di critici influenti, l'album ha totalizzato 71 punti su 26 recensioni positive, punteggio che segnala «recensioni prevalentemente favorevoli».
Dan Martin di NME ha dato otto punti su dieci all'album dicendo: «È una cosa dannatemente buona» e si è complimentata con Lady Gaga per aver spinto i suoi confini musicali «all'ultimo grado». Sal Cinquemani di Slant Magazine ha detto: «Non c'è nulla di piccolo in questo album e Gaga canta con forza in ogni singola traccia». Cinquemani ha confrontato l'album con Sam's Town dei The Killers definendolo «gonfio, importante per sé stessi, con orgoglio americano, un esercizio di straordinario eccesso». BBC ha soprannominato l'album una «registrazione meravigliosa» e ha elogiato Gaga per «mettere in realtà un po' di sforzo e di nuova immaginazione nel pop». Rob Sheffield di Rolling Stone ha lodato la voce e lo stile musicale di Gaga, concludendo la recensione con questa frase: «Più Gaga diventa eccessiva, più sembra onesta».

Lady Gaga esegue Born This Way al The Monster Ball Tour

Non mancarono tuttavia critiche negative. Randall Roberts di Los Angeles Times ha dichiarato che a Gaga è carente in materia di innovazione, affermando che: «l'avventura musicale non è uno dei suoi punti di forza». Ha continuato dicendo: «Il suo messaggio è troppo rigido, troppo rigido il suo vestito, e, la cosa più importante, troppo rigido esteticamente [...] Se Gaga avesse speso solo più tempo a spingere i suoi confini musicali, come ha fatto con quelli sociali, Born This Way avrebbe avuto più successo». James Reeed del Boston Globe ha definito l'album «il momento più sgonfio della musica pop di quest'anno», ha detto anche che all'album manca la coesione e che le canzoni d'autore «si sentono poco». Evan Sawdey di PopMatters ha dato all'album una valutazione di cinque punti su dieci e l'ha definito «l'anello più debole dei suoi album pubblicati fino ad oggi». Ha commentato dicendo che l'album ha «canzoni d'autore un po' audaci e alcuni temi estremamente ripetitivi e ritmici». Chris Richards del Washington Post l'ha trovato «noioso», ha scritto anche: «Sì, Born This Way è oscuro, denso e sorprendentemente aggressivo all'ascolto... [ma] al suo peggio, sembra che riscaldi alcune colonne sonore degli anni ottanta».
Nel 2012 NME ha stilato una speciale classifica sugli album più pretenziosi di sempre e ha posizionato Born This Way al primo posto. Secondo la rivista Rolling Stone, Born This Way è l'11º miglior album femminile di tutti i tempi.

## Tracce

### Edizione standard
1. Marry the Night – 4:24 (Lady Gaga, Fernando Garibay)
2. Born This Way – 4:20 (Lady Gaga, Jeppe Laursen)
3. Government Hooker – 4:14 (Lady Gaga, Fernando Garibay, Paul Blair aka DJ White Shadow)
4. Judas – 4:10 (Lady Gaga, RedOne)
5. Americano – 4:06 (Lady Gaga, Fernando Garibay, Paul Blair aka DJ White Shadow, Cheche Alara)
6. Hair – 5:06 (Lady Gaga, RedOne)
7. Scheiße – 3:45 (Lady Gaga, RedOne)
8. Bloody Mary – 4:04 (Lady Gaga, Fernando Garibay, Paul Blair aka DJ White Shadow)
9. Bad Kids – 3:50 (Lady Gaga, Jeppe Laursen, Paul Blair)
10. Highway Unicorn (Road to Love) – 4:15 (Lady Gaga, RedOne, Fernando Garibay, Paul Blair aka DJ White Shadow)
11. Heavy Metal Lover – 4:12 (Lady Gaga, Fernando Garibay)
12. Electric Chapel – 4:12 (Lady Gaga, Paul Blair aka DJ White Shadow)
13. Yoü and I – 5:07 (Lady Gaga) – contiene elementi di We Will Rock You (Brian May)
14. The Edge of Glory – 5:20 (Lady Gaga, Fernando Garibay, Paul Blair aka DJ White Shadow)

Traccia bonus internazionale
1. Born This Way (Jost & Naaf Remix) – 5:58 (Lady Gaga, Jeppe Laursen)

Traccia bonus giapponese
1. Born This Way (LLG vs GLG Radio Remix) – 3:50 (Lady Gaga, Jeppe Laursen)

Tracce bonus indiane
1. Born This Way (Bollywood Remix) – 4:12 (Lady Gaga, Jeppe Laursen)
2. Born This Way (UK Desi Remix) – 4:12 (Lady Gaga, Jeppe Laursen)

### Edizione speciale
CD 1
1. Marry the Night – 4:24 (Lady Gaga, Fernando Garibay)
2. Born This Way – 4:20 (Lady Gaga, Jeppe Laursen)
3. Government Hooker – 4:14 (Lady Gaga, Fernando Garibay, Paul Blair aka DJ White Shadow)
4. Judas – 4:10 (Lady Gaga, RedOne)
5. Americano – 4:06 (Lady Gaga, Fernando Garibay, Paul Blair aka DJ White Shadow, Cheche Alara)
6. Hair – 5:06 (Lady Gaga, RedOne)
7. Scheiße – 3:45 (Lady Gaga, RedOne)
8. Bloody Mary – 4:04 (Lady Gaga, Fernando Garibay, Paul Blair aka DJ White Shadow)
9. Black Jesus † Amen Fashion – 3:36 (Lady Gaga, Paul Blair)
10. Bad Kids – 3:50 (Lady Gaga, Jeppe Laursen, Paul Blair)
11. Fashion of His Love – 3:39 (Lady Gaga, Fernando Garibay)
12. Highway Unicorn (Road to Love) – 4:15 (Lady Gaga, RedOne, Fernando Garibay, Paul Blair aka DJ White Shadow)
13. Heavy Metal Lover – 4:12 (Lady Gaga, Fernando Garibay)
14. Electric Chapel – 4:12 (Lady Gaga, Paul Blair aka DJ White Shadow)
15. The Queen – 5:17 (Lady Gaga, Fernando Garibay)
16. Yoü and I – 5:07 (Lady Gaga) – contiene elementi di We Will Rock You (Brian May)
17. The Edge of Glory – 5:20 (Lady Gaga, Fernando Garibay, Paul Blair aka DJ White Shadow)

- Tracce bonus nell'edizione USB

1. Born This Way (UK Desi Hits! Remix) – 4:12 (Lady Gaga, Jeppe Laursen)
2. Judas (Desi Hits! Salim & Sulaiman Remix) – 4:21 (Lady Gaga, RedOne)
3. Judas (Thomas Gold Remix) – 5:32 (Lady Gaga, RedOne)
4. The Edge of Glory (Electrolightz Remix) – 3:51 (Lady Gaga, Fernando Garibay, Paul Blair aka DJ White Shadow)
5. The Edge of Glory (Cahil Major Radio Mix) – 3:25 (Lady Gaga, Fernando Garibay, Paul Blair aka DJ White Shadow)
6. Government Hooker (DJ White Shadow Mugler Remix) – 3:35 (Lady Gaga, Fernando Garibay, Paul Blair aka DJ White Shadow)

CD 2
1. Born This Way (The Country Road Version) – 4:21 (Lady Gaga, Jeppe Laursen)
2. Judas (DJ White Shadow Remix) – 4:08 (Lady Gaga, RedOne)
3. Marry the Night (Zedd Remix) – 4:21 (Lady Gaga, Fernando Garibay)
4. Scheiße (DJ White Shadow Remix Extended) – 9:35 (Lady Gaga, RedOne)
5. Fashion of His Love (Fernando Garibay Remix) – 3:45 (Lady Gaga, Fernando Garibay)

- Traccia bonus internazionale

1. Born This Way (Jost & Naaf Remix) – 5:58 (Lady Gaga, Jeppe Laursen)

- Traccia bonus giapponese

1. Born This Way (LLG vs GLG Radio Remix) – 3:50 (Lady Gaga, Jeppe Laursen)

### The Tenth Anniversary
CD 2
1. Kylie Minogue – Marry the Night – 4:39
2. Big Freedia – Judas – 4:07
3. The Highwomen – Highway Unicorn (Road to Love) – 3:35
4. Ben Platt – Yoü and I – 4:42
5. Years & Years – The Edge of Glory – 3:59
6. Orville Peck – Born This Way (The Country Road Version) – 4:18

## Formazione
Hanno partecipato alle registrazioni, secondo le note di copertina dell'edizione standard:
Musicisti
- Lady Gaga – voce, cori (tracce 1, 3-5, 8-11, 13 e 14), tastiera (tracce 2, 9 e 14), strumentazione e arrangiamento (traccia 2)
- Fernando Garibay – programmazione e tastiera (tracce 1-3, 5, 8-11, 14), strumentazione e arrangiamento (traccia 2 e 5), chitarra e cori (traccia 5)
- Paul Blair aka DJ White Shadow – drum machine aggiuntiva (tracce 1 e 14), programmazione (tracce 2, 3, 5, 8-10, 12), tastiera (tracce 3, 8, 9 e 12), chitarra (traccia 3)
- Kareem "Jesus" Devlin – chitarra (tracce 3, 12 e 14)
- Brian Lee – cori (traccia 3)
- Peter Van Der Veen – cori (traccia 3)
- DJ Snake – batteria, basso e tastiera (traccia 3)
- RedOne – arrangiamento parti vocali, strumentazione e programmazione (tracce 4, 6 e 7), cori (tracce 4, 6)
- Cheche Alara – strumentazione e arrangiamento (traccia 5)
- Mario Hernandez – guitarrón e vihuela (traccia 5)
- Stephanie Amaro – chitarra (traccia 5)
- Andy Abad – chitarra requinto (traccia 5)
- Suemy Gonzalez – violino (traccia 5)
- Julio Hernandez – violino (traccia 5)
- Harry Kim – tromba (traccia 5)
- Jorge Alavrez – cori aggiuntivi (traccia 5)
- David Gomez – cori aggiuntivi (traccia 5)
- Carlos Murguia – cori aggiuntivi (traccia 5)
- Clarence Clemons – sassofono (tracce 6 e 14)
- Trevor Muzzy – chitarra (traccia 6)
- Kamau Georges – programmazione (traccia 8)
- Clinton Sparks – tastiera (traccia 8)
- Brian Gaynor – basso e tastiera (traccia 12)
- Olle Romo – programmazione (traccia 13)
- Brian May – chitarra (traccia 13)
- Mutt – cori (traccia 13)

Produzione
- Vincent Herbert – produzione esecutiva
- Lady Gaga – produzione
- Gene Grimaldi – mastering
- Fernando Garibay – produzione (tracce 1, 2, 5, 9-11, 14), coproduzione (tracce 3 e 8), registrazione (tracce 3 e 10)
- Dave Russell – registrazione (tracce 1-3, 5, 6, 8-12, 14), missaggio (tracce 1-3, 5, 8-12), registrazione aggiuntiva (traccia 4), ingegneria del suono (traccia 6)
- Eric Morris – assistenza alla registrazione (tracce 1, 9 e 10)
- Paul Pavao – assistenza al missaggio (tracce 1, 3, 5, 8, 10 e 11)
- Jeppe Laursen – produzione (tracce 2 e 9)
- Paul Blair aka DJ White Shadow – produzione (tracce 2, 3, 5, 8-10, 12)
- Pete Hutchings – assistenza alla registrazione (traccia 2)
- Kenta Yonesaka – assistenza al missaggio (traccia 2)
- Kevin Porter – assistenza al missaggio (traccia 2)
- Al Carlson – assistenza al missaggio (traccia 2)
- DJ Snake – coproduzione (traccia 3)
- Bill Malina – registrazione (traccia 3)
- RedOne – produzione (tracce 4, 6, 7, 10), montaggio parti vocali, registrazione e ingegneria del suono (tracce 4, 6 e 7)
- Trevor Muzzy – montaggio parti vocali, registrazione, ingegneria del suono e missaggio (traccia 4, 6 e 7)
- Rafa Sardina – registrazione e missaggio aggiuntivi (traccia 5)
- Clinton Sparks – coproduzione (traccia 8)
- Jordan Power – assistenza alla registrazione (traccia 8)
- Phillip Knight – assistenza al missaggio (tracce 9 e 12)
- Robert John "Mutt" Lange – produzione (traccia 13)
- Tom Ware – registrazione (traccia 13)
- Horace Ward – registrazione (traccia 13)
- Olle Romo – registrazione aggiuntiva (traccia 13)
- Justin Shirley Smith – registrazione chitarra (traccia 13)
- George Tandero – assistenza alla registrazione (traccia 14)
- Ken Knapstad – assistenza alla registrazione (traccia 14)
- Kenta Yonesaka – assistenza al missaggio (traccia 14)

## Successo commerciale

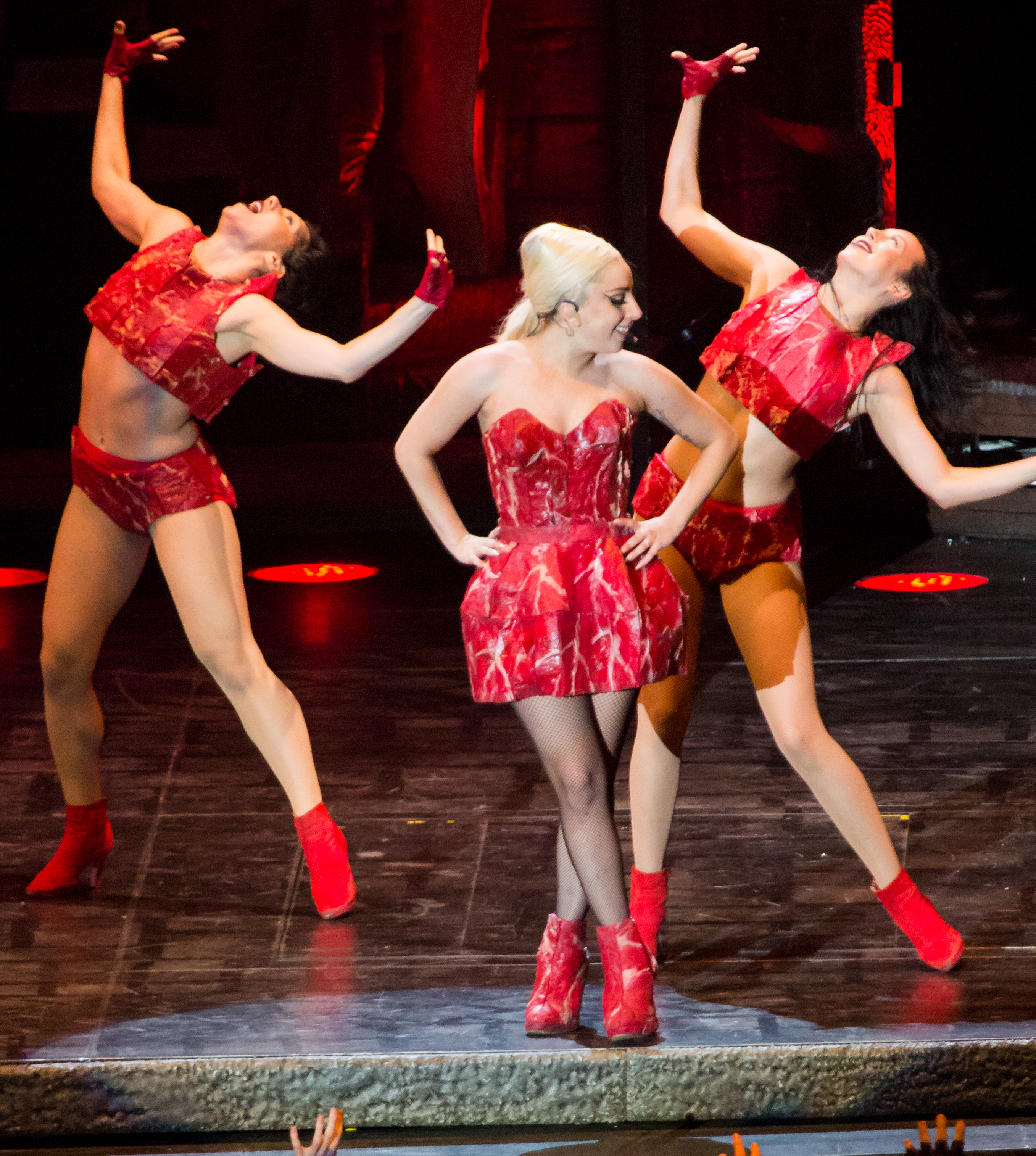
Lady Gaga al Born This Way Ball con l'esibizione di Americano.

Born This Way ha debuttato in vetta alle classifiche di ventiquattro paesi, vendendo due milioni di copie nella prima settimana nel mondo. Al 2012 è risultato che abbia venduto oltre otto milioni di copie.

### America
Secondo la rivista Billboard, Born This Way ha venduto nella prima settimana 1 108 000 copie nel solo mercato statunitense, risultando il debutto più alto dell'anno ed entrando nella top ten degli album con il maggior debutto della storia in termini di copie vendute. È diventato, inoltre, il primo album della cantante a raggiungere la vetta della classifica e il terzo miglior debutto di un'artista donna nella classifica statunitense. Nella seconda settimana, con un declino di vendite dell'84%, ha venduto altre 174 000 copie, rimanendo comunque alla vetta della classifica statunitense. Con 100 000 copie vendute nella terza settimana, il 42% in meno della precedente, Born This Way è sceso alla seconda posizione. Nella quarta settimana ha venduto altre 68 000 copie retrocedendo dalla seconda posizione alla quarta. È sceso poi all'ottava con altre 49 000 copie vendute.
Secondo i dati raccolti fino alla fine di giugno 2011, Born This Way ha venduto più di 1 540 000 copie negli Stati Uniti, diventando il secondo album più venduto nel primo semestre. A fine anno, l'album ha superato la soglia di 1 900 000 copie vendute negli Stati Uniti. Infine, a due anni e quattro mesi dalla pubblicazione, è stato riportato che le vendite di Born This Way negli Stati Uniti ammontavano a 2 298 000 copie ottenendo così la certificazione di doppio disco di platino. A febbraio 2018, le vendite certificate da Billboard sono 2 420 000.
Nel 2017, all'indomani dell'esibizione di Lady Gaga al Super Bowl, l'album è rientrato in classifica al 25º posto, vendendo nella settimana in questione 17 000 copie (+1,117% rispetto a quella precedente).

### Europa
In Francia Born This Way ha debuttato al primo posto con 55 000 copie vendute e ha mantenuto il primato anche la settimana successiva, con altre 18 687 copie, per un totale di 73 746 copie vendute in due settimane. La SNEP ha certificato l'album due volte disco di platino, per avere venduto oltre 190 000 copie nel paese.
Anche in Germania l'album ha debuttato in cima della rispettiva classifica, scendendo al secondo posto nella settimana seguente. Born This Way è stato certificato disco di platino per le oltre 200 000 copie vendute dalla BVMI. Discorso analogo anche in Italia, dove ha debuttato in vetta alla Classifica FIMI Album, spodestando Vivere o niente di Vasco Rossi, in vetta da due mesi. È diventato, inoltre, il primo album dell'artista a raggiungere il primo posto nella classifica italiana (il precedente The Fame aveva raggiunto il 13º posto). Born This Way è stato certificato disco di platino dalla FIMI per le oltre 60 000 copie vendute.
Nel Regno Unito Born This Way ha fatto il suo esordio in cima, vendendo 215 000 copie nella sua prima settimana (quanto l'intera top 10 messa insieme) e risultando il debutto più alto del 2011. La settimana seguente ha mantenuto il primato con altre 67 615 copie vendute. È sceso poi sul gradino più basso del podio con oltre 33 000 copie vendute, mantenendo tale posizione anche la settimana successiva. È salito, nuovamente, al primo posto con 47 184 copie vendute. È sceso alla terza posizione con 31 449 copie vendute ed è rimasto stabile anche la settimana successiva, con altre 22 511 copie. Due settimane dopo, Born This Way occupa la quinta posizione con 13 265 copie vendute.
Born This Way sì è inoltre aggiudicato il settimo posto tra gli album più venduti del 2011 con 821 000 copie vendute. Secondo i dati raccolti dalla Official Charts Company, Born This Way ha raggiunto le 853 633 copie vendute nel Regno Unito sino a gennaio 2012. Infine, a maggio dello stesso anno, è stato reso noto che l'album ha venduto oltre 900 000 copie.

## Classifiche

### Classifiche settimanali
| Classifica (2011-22) | Posizione massima |
| -------------------- | ----------------- |
| Argentina            | 1                 |
| Australia            | 1                 |
| Austria              | 1                 |
| Belgio (Fiandre)     | 1                 |
| Belgio (Vallonia)    | 1                 |
| Brasile              | 1                 |
| Canada               | 1                 |
| Corea del Sud        | 1                 |
| Croazia              | 1                 |
| Danimarca            | 1                 |
| Finlandia            | 2                 |
| Francia              | 1                 |
| Germania             | 1                 |
| Giappone             | 1                 |
| Grecia               | 1                 |
| India                | 1                 |
| Irlanda              | 1                 |
| Italia               | 1                 |
| Lituania             | 29                |
| Messico              | 1                 |
| Norvegia             | 1                 |
| Nuova Zelanda        | 1                 |
| Paesi Bassi          | 5                 |
| Polonia              | 3                 |
| Portogallo           | 1                 |
| Regno Unito          | 1                 |
| Repubblica Ceca      | 1                 |
| Slovenia             | 1                 |
| Spagna               | 2                 |
| Stati Uniti          | 1                 |
| Svezia               | 1                 |
| Svizzera             | 1                 |
| Taiwan               | 1                 |
| Ungheria             | 1                 |

### Classifiche di fine anno
| Classifica (2011) | Posizione |
| ----------------- | --------- |
| Australia         | 6         |
| Austria           | 15        |
| Belgio (Fiandre)  | 23        |
| Belgio (Vallonia) | 13        |
| Canada            | 3         |
| Danimarca         | 38        |
| Francia           | 18        |
| Germania          | 17        |
| Giappone          | 4         |
| Italia            | 21        |
| Messico           | 13        |
| Nuova Zelanda     | 3         |
| Paesi Bassi       | 40        |
| Polonia           | 33        |
| Regno Unito       | 7         |
| Russia            | 6         |
| Stati Uniti       | 3         |
| Svezia            | 14        |
| Svizzera          | 10        |
| Ungheria          | 30        |
| Classifica (2012) | Posizione |
| Australia (Dance) | 16        |
| Francia           | 173       |
| Giappone          | 68        |
| Stati Uniti       | 85        |
| Classifica (2024) | Posizione |
| Portogallo        | 200       |

## Date di pubblicazione
| Paese   | Data di pubblicazione | Formato               | Etichetta                        | Edizione                          |
| ------- | --------------------- | --------------------- | -------------------------------- | --------------------------------- |
| Irlanda | 20 maggio 2011        | CD, Download digitale | Streamline, Kon Live, Interscope | Standard Edition, Special Edition |
| Mondo   | 23 maggio 2011        | CD, Download digitale | Streamline, Kon Live, Interscope | Standard Edition, Special Edition |